# Andrés Camilo Ardila
Andrés Camilo Ardila (Mariquita, 2 de junio de 1999) es un ciclista profesional colombiano de ruta. Desde 2024 corre para el equipo colombiano NU Colombia de categoría Continental.

## Palmarés
2017
- 2.º en el Campeonato de Colombia en Ruta Junior
- 2.º en el Campeonato de Colombia Contrarreloj Junior

2018
- 1 etapa de la Vuelta al Tolima

2019
- 2 etapas de la Vuelta de la Juventud de Colombia
- Giro Ciclistico d'Italia, más 2 etapas

2021
- 3.º en el Campeonato de Colombia Contrarreloj

2024
- 1 etapa de la Vuelta a Guatemala

2025
- Tour de Guadalupe, más 1 etapa

## Equipos
- Tolima es Pasión (2018)
- EPM (2019)
- UAE Team Emirates[2] (2020-2022)
- Burgos-BH (2023)[3]
- NU Colombia (2024-)